# Stidda
La stidda è un'organizzazione criminale siciliana di tipo mafioso, attiva in particolare nelle province di Agrigento, Caltanissetta e Ragusa.

## Storia

### Origini
Secondo i collaboratori di giustizia Leonardo Messina e Salvatore Riggio, alla fine degli anni '80 a Riesi (CL) si creò una dura contrapposizione tra la "famiglia" Cammarata, legata al boss latitante Giuseppe "Piddu" Madonia (rappresentante mafioso della provincia di Caltanissetta, fedele ai Corleonesi di Totò Riina), e i mafiosi del gruppo Riggio-Annaloro-Stuppia perché questi ultimi si erano rifiutati di cedere la proprietà di un grosso impianto di calcestruzzo e perciò furono messi "fuori confidenza" (cioè espulsi dalla loro famiglia d'appartenenza), anche perché in passato erano stati vicini al boss Giuseppe Di Cristina, ucciso dai Corleonesi nel 1978. Per sconfiggere i potenti rivali, i Riggio-Annaloro-Stuppia organizzarono dei propri gruppi criminali autonomi, assoldando nei paesi della Sicilia centro-meridionale numerose bande di microcriminalità minorile e malavitosi comuni dediti per lo più a rapine, con i quali formarono una vera e propria "confederazione" criminale poiché anche loro avevano motivi di astio nei confronti dei membri di Cosa nostra: gli Iocolano-Iannì-Cavallo di Gela, i Russo di Niscemi, i Carbonaro-Dominante di Vittoria, i Sanfilippo di Mazzarino, i Grassonelli di Porto Empedocle, i Sole di Racalmuto, i Gallea-Avarello di Canicattì, i Benvenuto-Croce-Calafato di Palma di Montechiaro, i Barba e i Pitruzzella di Favara, i Raspa di Barrafranca, gli Ingaglio di Campobello di Licata e, nella Sicilia occidentale, gli Zichittella di Marsala e i Greco di Alcamo.
(Audizione di Leonardo Messina dinanzi alla Commissione Parlamentare Antimafia - XI Legislatura)

### La faida a Gela e negli altri comuni
Nel 1987 a Gela iniziò un violento conflitto che vedeva la banda stiddara capeggiata dagli ex pastori Salvatore Lauretta e Orazio Coccomini contrapposta ai gruppi mafiosi Rinzivillo ed Emmanuello, guidati da Giuseppe "Piddu" Madonia, per la spartizione dei sub-appalti relativi al secondo lotto per la costruzione della diga Disueri: sempre il collaboratore Leonardo Messina dichiarò che «prima Niscemi e Gela erano un'unica famiglia perché c'erano pochi uomini d'onore. [...] A Gela Giuseppe Madonia aveva affiliato a Cosa nostra Salvatore Polara [...]; man mano qualcuno se lo sono affiliato, a qualcuno hanno fatto la guerra»; la faida iniziò con l'uccisione di Lauretta e Coccomini (23 dicembre 1987), che vennero sostituiti al comando da Salvatore Iocolano, e la risposta al duplice omicidio arrivò nel dicembre 1988, quando sicari stiddari fecero irruzione nell’abitazione del boss Salvatore Polara e sparano numerosi pallottole uccidendo così lo stesso Polara, la moglie e i due figli di 17 e 16 anni, mentre un altro figlio di appena 14 anni rimase gravemente ferito. Nel frattempo, Iocolano venne inviato al soggiorno obbligato in Valle d'Aosta e la guida del clan venne assunta dai suoi sodali Gaetano Iannì e Aurelio Cavallo, che non si fecero scrupoli a utilizzare numerosi minorenni come sicari per colpire gli avversari, compreso il figlio di Iannì stesso, Simon (appena 15 anni d'età), che si macchiò di orrendi delitti su ordine del padre: tra il 1987 e il 1990 avvennero infatti oltre cento omicidi nella sola Gela (soprannominata per questo motivo "Mafiaville" in un articolo pubblicato dal quotidiano francese Le Monde nel 1989), che culminarono nella cosiddetta «strage della sala giochi» (27 novembre 1990), in cui quattro agguati, compiuti simultaneamente dai sicari dei Iocolano-Iannì-Cavallo in diversi punti della città contro uomini del clan Madonia, provocarono in totale 8 ammazzati e 11 feriti. In risposta all'eccidio, gli Rinzivillo-Emmanuello-Madonia, organizzarono diversi omicidi e, a partire dalla primavera del 1991, arrivarono a stipulare una pace con gli stiddari Iannì-Cavallo per mettere fine agli scontri, che prevedeva una collaborazione tra le due organizzazioni nei principali settori criminali, soprattutto nel racket delle estorsioni, dividendo i proventi in parti uguali: il 10 novembre 1992 infatti il clan Iannì-Cavallo (guidato da Orazio Paolello dopo l'arresto dei due capi) si rese responsabile dell'omicidio del commerciante gelese Gaetano Giordano, ucciso perché rifiutò pagare il "pizzo" e denunciò i suoi estorsori.
Nel frattempo, a Riesi, per vendicare l'omicidio del boss Angelo Stuppia (freddato a Genova su ordine di "Piddu" Madonia), la sera del 21 novembre 1990 6 sicari stiddari dei Riggio-Annaloro, sparando all'impazzata tra la folla lungo il viale principale del paese, uccisero 2 membri dei Cammarata e un ignaro passante mentre un carabiniere che era intervenuto rimase ferito insieme a un'altra persona. Il delitto venne ricordato come strage di Riesi; il 23 maggio 1992 (lo stesso giorno della strage di Capaci) i Cammarata fecero uccidere l'ex sindaco democristiano Vincenzo Napolitano, perché ritenuto troppo vicino ai Riggio-Annaloro. Il conflitto si era anche esteso a Niscemi (30 uccisi) e a Mazzarino (20 uccisi) mentre a Sommatino stiddari gelesi feriscono il consigliere comunale Calogero Pulci (braccio destro e autista di "Piddu" Madonia).
Anche nella provincia di Agrigento, bande di malviventi aizzate da ex "uomini d'onore" fuoriusciti si armarono contro le cosche locali per il controllo degli affari illeciti e, nel giro di tre anni, vi furono più di trecento omicidi nella zona: nel 1991, nel corso della faida a Canicattì, venne addirittura ucciso il boss del paese Giuseppe Di Caro (allora anche capo della provincia di Agrigento per Cosa nostra) mentre a Palma di Montechiaro, il clan stiddaro capeggiato da Giuseppe Croce Benvenuto e dai fratelli Salvatore e Giovanni Calafato mosse guerra ai sette fratelli Ribisi, che avevano preso il controllo della famiglia del paese con la benedizione dei Corleonesi, e il conflitto provocò un numero impressionante di omicidi nella cittadina, tanto da suscitare l'attenzione dell'Alto Commissariato antimafia guidato da Domenico Sica. Le violenze nell'agrigentino culminarono anche nella cosiddetta «prima strage di Porto Empedocle» (21 settembre 1986), in cui vennero trucidati tre membri del clan stiddaro dei Grassonelli, il quale, servendosi dei gelesi Orazio Paolello, Vincenzo Spina e Carmelo Ivano Rapisarda, si vendicò a sua volta compiendo la «seconda strage di Porto Empedocle» (4 luglio 1990), nella quale furono uccisi tre mafiosi della Cosa Nostra locale. Il 23 luglio 1991, 5 sicari stiddari tra cui il più noto Giuseppe Grassonelli, massacrò tre mafiosi (compreso il fratello del futuro capo Maurizio di Gati) e un ignaro venditore ambulante marocchino nella piazza principale di Racalmuto, dando luogo alla cosiddetta «strage di Racalmuto».
Nei primi anni 1990 ad Alcamo e Marsala i Corleonesi di Totò Riina, Leoluca Bagarella, Giovanni Brusca e Matteo Messina Denaro, che sterminarono la stidda trapanese dei Greco-Zichittella, le quali crearono una stidda nel trapanese supportati dai clan Iannì-Grassonelli-Rimi(i Rimi sono avversari storici dei Corleonesi fuggiti nel Nord Italia).

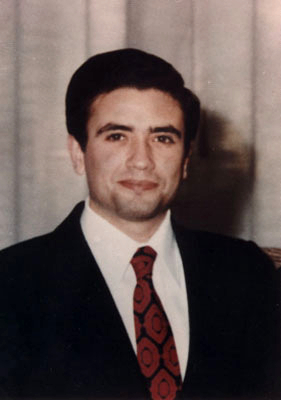
Il giudice agrigentino Rosario Livatino, vittima "eccellente" della Stidda.

Il 21 settembre 1990, la Stidda fece la sua prima vittima "eccellente": infatti il giudice Rosario Livatino venne assassinato in un agguato lungo la SS 640 Caltanissetta-Agrigento da 4 sicari stiddari di Canicattì e Palma di Montechiaro (Paolo Amico, Domenico Pace, Gaetano Puzzangaro e Giovanni Avarello) che agivano su ordine dei loro capi, Giuseppe Croce Benvenuto, Salvatore e Giovanni Calafato, Antonio Gallea, Salvatore Parla e Giuseppe Montanti, poiché credevano erroneamente che il giudice favorisse il loro nemico, il boss di Cosa nostra Giuseppe Di Caro, e perseguisse invece la Stidda con l’applicazione di pesanti misure di prevenzione e condanne.
Nel gennaio 1999 la faida presuntamente conclusa ricominciò: sicari del clan Emanuello di Cosa Nostra a Vittoria, in provincia di Ragusa, eseguirono la cosiddetta «strage di San Basilio», avvenuta nel bar di un'area di servizio, in cui furono massacrati 3 stiddari dei Carbonaro-Dominante di Vittoria, che volevano eliminare i temibili stiddari gelesi e intendevano estendere attività criminali in quel territorio, dove la presenza di Cosa nostra è tradizionalmente assente.

### Situazione odierna
A partire dal 1993, si registrò la collaborazione con la giustizia di importanti boss della Stidda (si pensi a Salvatore Riggio, Gaetano Iannì, Giuseppe Croce Benvenuto, Carlo Zichittella e Claudio Carbonaro), i quali contribuirono a sgominare l'organizzazione con numerosi arresti e rivelarono le attività illecite dei clan nonché le loro ramificazioni all'estero (specialmente in Germania).
Attualmente, fatta eccezione per Palermo, esiste una cellula della Stidda nelle province della Sicilia centrale e orientale ma anche in alcune regioni del Nord. Già negli anni 1990 le indagini nell'Italia settentrionale hanno scoperto che stiddari gelesi, insieme alla banda dei Cursoti milanesi, gestivano un fiorente traffico di droga e armi con base operativa presso l'autoparco di via Oreste Salomone a Milano e nuove acquisizioni confermano, che oltre alle attività tradizionali, la Stidda si occupa anche di organizzare bande di rapinatori e di altre attività. Questo la porta a essere una mafia che cerca di mettere le mani in ogni attività illegale, al fine di trarne i maggiori guadagni possibili: le recenti operazioni di polizia hanno dimostrato che il clan gelese della Stidda ha stabilito importanti relazioni con il clan Cappello di Catania e con la camorra napoletana per imponenti forniture di cocaina, marijuana e hashish, mentre nel 2017 l'operazione "Survivors" ha accertato che affiliati al clan Carbonaro-Dominante controllavano la filiera del mercato ortofrutticolo di Vittoria (il più grande del Sud Italia), imponendo attraverso l'intimidazione i loro prodotti e le aziende a loro vicine. Da sempre, cellule della Stidda sono rintracciabili anche all'estero, come in Germania, dove i suoi affiliati riescono ad approvvigionarsi di droga e armi e hanno trovato riparo dopo aver compiuto crimini clamorosi (ad esempio l'omicidio del giudice Rosario Livatino).
Negli ultimi anni le indagini hanno anche dimostrato la crescente evoluzione di questa mafia, soprattutto al Nord. Seguendo l'esempio di altre mafie tradizionali (come la 'ndrangheta), le cellule di matrice stiddara - prevalentemente di origine gelese - si sono da tempo stabilite nel Centro-Nord del Paese e hanno instaurato nei nuovi territori un rapporto diverso dal passato: non aggressivo e predatorio, ma di tipo collusivo e corruttivo. Segnale questo di come la Stidda stia evolvendosi in una "Mafia silente" e "mercatista", dalla spiccata vocazione imprenditoriale. A conferma di ciò, agli inizi di ottobre del 2019 una imponente operazione antimafia (cosiddetta "operazione Leonessa") coordinata dalla D.D.A. di Caltanissetta ha permesso di riscontrare l'esistenza di una cellula stiddara gelese a Brescia. L'operazione, che ha coinvolto più di 100 arrestati, è la chiara dimostrazione della mutazione genetica di questa mafia, dal momento che nei territori settentrionali non erano emerse particolari attività intimidatorie. È anche avvenuto un ricompattamento dei clan attorno ai vecchi boss tornati in libertà dopo anni di carcere: come dimostrato dall'inchiesta "Xydi", portata a termine dalla Procura di Palermo nel febbraio 2021, l'ergastolano Antonio Gallea (già condannato come uno dei mandanti dell'omicidio del giudice Livatino), tornato a Canicattì nel 2017 dopo aver ottenuto la semilibertà, stava riorganizzando la locale Stidda in accordo con gli uomini di Cosa nostra.

## Etimologia del termine
Il termine stidda in lingua siciliana significa "stella" ma anche "sfortuna". Son tre le spiegazioni possibili:
- Nel gergo di Cosa nostra il termine stidda assumerebbe il senso di una costellazione di gruppi malavitosi che gravitano attorno all'organizzazione principale.
- Stidda però potrebbe essere anche il nome di un tatuaggio fatto in carcere che gli stiddari porterebbero come segno di riconoscimento (cinque segni verdognoli disposti a cerchio fra il pollice e l'indice della mano destra, a formare una stella). Pratiche simili non sono nuove nell'ambiente mafioso e carcerario.
- Un'altra tesi vede l'origine del termine Stidda nella "Madonna della stella", santa patrona del comune di Barrafranca, in provincia di Enna. La tesi nacque dalle rivelazioni di Antonino Calderone, il quale dichiarò per primo che in quel paese «a parte la Famiglia appartenente a Cosa Nostra, vi è un'altra Famiglia, composta in gran parte da espulsi da Cosa Nostra, detta la Famiglia degli "Stiddari".»[63]

## Caratteristiche

### Aspetti peculiari
L'organizzazione ha la capacità di evolversi e di cambiare le regole, la struttura interna e i rapporti tra le varie cosche. Oggi, la Stidda e tutti i gruppi che la compongono si strutturano secondo uno schema ben definito al cui apice c'è la figura del capo. Si è affermato un principio di mutua assistenza tra i membri della stessa cellula criminale e tra clan alleati o amici, non più singole cosche prive di collegamento, ma gruppi saldamente legati e consorziati. Con un elemento in più, quello della spietatezza delle azioni, che diventa decisivo nello sviluppo rapido delle carriere e nell'affermazione di giovani emergenti.

### Il rapporto conCosa nostra
Rispetto a Cosa nostra, la Stidda è molto più debole, meno strutturata, alquanto frammentaria, ma anche radicata, specie in alcune zone dove Cosa nostra è tradizionalmente più debole.
Ciò comporta una più scarsa efficacia d'azione rispetto a Cosa nostra, minore interesse all'infiltrazione, maggiore facilità di controllo da parte dello Stato e maggiore circoscrizione del territorio oggetto di attività. Tuttavia, se la frammentarietà di tale organizzazione da un lato previene la comparsa di zone off-limits per lo Stato, dall'altro permette una certa diffusione a macchia di leopardo nel territorio.
Inoltre, la Stidda s'interessa in primo luogo di attività commerciali come lo spaccio di droga (nisseno, agrigentino), anche se non mancano tentativi, peraltro spesso riusciti, d'infiltrazione nella classe dirigente locale.
Altra attività tipica è il tradizionale pizzo mafioso, che inibisce gravemente lo sviluppo economico e sociale del territorio, diffuso nelle zone dove opera l'attività criminale della Stidda, specialmente nel nisseno (Gela) e nel ragusano (Vittoria).

## Clan principali
Benché le sue origini siano da localizzare nella zona del nisseno e dell'agrigentino, negli ultimi decenni ha avuto un rapido sviluppo che ha interessato numerosi comuni della Sicilia meridionale. 
- Provincia di Agrigento
  - Clan Barba Pitruzzella (Favara)
  - Clan Sole (Racalmuto)
  - Clan Meli (Camastra)[64]
  - Clan Grassonelli (Porto Empedocle)
  - Clan Calafato (Palma di Montechiaro)
  - Clan Ingaglio (Campobello di Licata)
  - Clan Gallea (Canicattì)[62]
  - Clan Boncori (Ravanusa)
- Provincia di Caltanissetta[65]
  - Clan Cavallo-Fiorisi (Gela)
  - Clan Sanfilippo (Mazzarino)
  - Clan Russo (Niscemi)
- Provincia di Ragusa[66]
  - Clan Carbonaro-Dominante (Vittoria, Scicli e Comiso)
- Provincia di Catania
  - Clan Cappello-Bonaccorsi (Catania)
- Provincia di Trapani
  - Clan Greco (Alcamo)
  - Clan Zicchitella (Marsala)
- Provincia di Enna
  - Clan Raspa (Barrafranca)

## Nei media

### Saggi
- Pietro Calderoni, L'avventura di un uomo tranquillo. Storia vera di Pietro Nava, supertestimone di un delitto di mafia, Rizzoli, 1995
- Gaetano Savatteri, Stidda. Mafia nelle terre dello zolfo in Atlante delle mafie. Storia, economia, società, cultura, a cura di Enzo Ciconte, Francesco Forgione e Isaia Sales, Rubbettino Editore, 2012
- Carmelo Sardo, Cani senza padrone. La Stidda. Vera storia di una guerra di mafia, Melampo editore, Milano 2017 (I ediz.) - Zolfo edizioni, Milano 2020 (II ediz.)
- Giuseppe Bascietto, Stidda. L'altra mafia raccontata dal capoclan Claudio Carbonaro, Aliberti Editore, 2019

### Romanzi
- Maria Rosa Cutrufelli, Canto al deserto. Storia di Tina, soldato di mafia, Longanesi, 1994
- Gaetano Savatteri, I ragazzi di Regalpetra, Rizzoli, 2009
- Giuseppe Ardica, Baby killer. Storia dei ragazzi d'onore di Gela, Marsilio Editori, Venezia 2010
- Carmelo Sardo e Giuseppe Grassonelli, Malerba, Arnoldo Mondadori Editore, Milano 2014

### Filmografia
- Testimone a rischio (1996), regia di Pasquale Pozzessere
- Ero Malerba (2016), docufilm diretto da Toni Trupia
- Spes contra spem - Liberi dentro (2016), docufilm diretto da Ambrogio Crespi